# Саму Кастиљехо
Самуел Кастиљехо Азуага (шп. Samuel Castillejo Azuaga; Малага, 18. јануар 1995) јесте шпански фудбалер који тренутно наступа за шпански клуб Валенсију. Игра на позицији крила.

## Каријера

### Малага
Кастиљехо је почео да игра у клубу Малага још као дете. Дебитовао је у 2011. години, имао је само 16 година и наставио је да игра три пуне сезоне у лиги. Добио је надимак El Fideo („резанци“ на шпанском), због „стаса и способности да се одвуче у уске просторе“.
У јуну 2014. године Кастиљехо је позван од стране тренера да игра у предсезони. Проглашен је играчем меча у пријатељској победи од 3:1 против Њукасл jунајтеда, где је постигао два гола. Уврштен је у први тим следећег месеца.
Дана 29. августа 2014. Кастиљехо је дебитовао са првим тимом, ушао је као замена у 57. минуту на утакмици против Валенсије. Први професионални гол постигао је 2. фебруара 2015. године.

### Виљареал
Кастиљехо се придружио Виљареалу 18. јуна 2015. године, потписавши петогодишњи уговор. У својој трећој сезони постигао је шест голова, помажући Виљареалу да се квалификује у Лигу Европе са пете позиције.

### Милан
Дана 17. августа 2018. године се придружио клубу Милан из Италије. Дебитовао је на утакмици против Роме 31. августа исте године на Сан Сиру.